# 門脇佳奈子
門脇佳奈子（日语：／ Kadowaki Kanako，1996年10月24日—）是日本前女藝人、YouTuber，為女子偶像團體NMB48 Team BII前成員，大阪府出身，前所屬經紀公司為Showtitle。2010年以NMB48一期生身分出道。2016年2月29日自NMB48畢業。2021年3月31日自演藝圈引退。

## 經歷
2010年9月20日，門脇參加「NMB48一期生徵選會」並合格（參加總人數7,256位，最終合格者26位）。10月9日，門脇於AKB48的野外演唱會「東京秋祭」中和其他的26名合格者首次登場，以NMB48成員身分正式出道。
同年10月17日，与NMB48的成员參加了SKE48於神戶國際會館舉辦的演唱會「SKE48 演唱会“这汗量不是闹着玩的”」的最終日演出，並且和SKE48的成員們一同演唱了「馬路須加學園頂尖藍調」。12月18日，在大阪巨蛋舉辦的AKB48 《Beginner》全國握手會活動中，以NMB48第1期研究生25名成員之一的身分進行了驚喜突擊現場演出，並演唱了歌曲《好想見你》。
2011年1月1日，大阪市難波的NMB48劇場正式落成，NMB48 1期生「為了誰」公演開始，門脇以選拔成員16人之中的一人的身分劇場出道。3月10日，Team N正式組成，並在NMB48第1期研究生25名之中選出了16名成員，而門脇亦是其中一員。
2014年2月24日，於於Zepp DiverCity Tokyo舉辦的「AKB48集團大組閣祭」中宣布所屬隊伍由Team N轉移至Team BII。
2015年10月22日，於「NMB48 5th Anniversary LIVE」最終日中宣布畢業。
2016年2月29日，在NMB48劇場舉行畢業公演，正式從NMB48畢業。
2021年3月24日，在自身YouTube上宣布將於3月底從演藝圈引退，而YouTube頻道會繼續更新。

## 人物
- 饞嘴角色，喜歡吃點心[12]。

### NMB48関連
- NMB48成員之中，與木下春奈關係良好[12]。

## 参加曲
單曲選抜曲
- 絕滅黑髮少女
- Oh My God!

## 外部連結
- NMB48個人介紹頁（日語）
- 經紀公司個人介紹頁 - Showtitle（日語）
- NMB48官方Blog（門脇佳奈子）（日語）
- 門脇佳奈子的X（前Twitter）（2014年10月24日 - ）（日語）
- 門脇佳奈子的Instagram帳戶（日語）
- YouTube上的門脇佳奈子頻道（日語）
- 門脇佳奈子 （页面存档备份，存于） - 755（日語）